# Markéta Šílená
Markéta Šílená (* 9. března 1957 Semily) je česká designérka, šperkařka, sklářská výtvarnice a středoškolská pedagožka.

## Životopis
Markéta Šílená absolvovala v letech 1972-1976 obor skleněná bižuterie na Střední uměleckoprůmyslové škole sklářské v Železném Brodě a v letech 1976-1982 studovala na Vysoké škole uměleckoprůmyslové v Praze v ateliéru sklářského výtvarnictví prof. Stanislava Libenského. V letech 1984-1988 učila na SUPŠS v Železném Brodě v oddělení výroby sklářských forem a rytí kovů. Od roku 1988 působí jako výtvarnice na volné noze. Roku 1995 absolvovala dvouměsíční studijní pobyt ve Francii (s I. Houserovou).
Zúčastnila se sympozií Šperk a drahokam v Turnově (1989, 1994), sympozia ve Smržovce (1999), Interglass sympozia v Novém Boru (1985, 2000) a Letní sklářské školy v Železném Brodě (2020). Vystavuje od roku 1983, samostatně od roku 1989.

## Dílo
Markéta Šílená ve svých špercích užívá drahé kameny nebo sklo montované v mosazi, rhodiované mosazi, stříbře, pakfongu nebo oceli. Její nadčasové skleněné šperky z čirého, barveného či vrstveného a lepeného skla jsou promyšlenou asymetrickou kompozicí, která obstojí jako drobná plastika. Sklo je broušené do tyčinek, hranolů nebo jehlanů nepravidelných tvarů. Její náhrdelníky a zejména velkoryse koncipované jehlice mají podobu křehkého a vzácného předmětu, který ve svém nitru skrývá neodhalené tajemství.
Spolupracuje se Studiem tavené plastiky v Pelechově a jako sochařka pracuje s taveným nebo lehaným sklem, často v kombinaci s kovem. Vytváří broušené objekty z taveného i optického skla a nekonvenčně pojaté vitráže.

### Zastoupení ve sbírkách
- Moravská galerie v Brně[8]
- Muzeum Českého ráje v Turnově
- Muzeum skla a bižuterie v Jablonci nad Nisou
- Severočeské muzeum p.o., Liberec
- Uměleckoprůmyslové museum v Praze
- Galerie Interglass symposium, Lemberk
- Musée du verre, Sars-Poteries, Fr.
- Museum narodowe, Wroclaw
- Galerie Groll, Naarden, Niz.
- Glasgalerie Stölting[9]

### Výstavy

#### Autorské
- 1989 Markéta Šílená: Sklo a skleněné šperky, Galerie na Můstku, Praha (s V. Vejsovou, J. Švarcovou)
- 1992 Markéta Šílená, Galerie Zlatý kříž, České Budějovice (s V. Vejsovou, J. Švarcovou)
- 1995 Markéta Šílená En résidence, Musée-Atelier du verre, Sars Poteries (s I. Houserovou)
- 1996 Markéta Šílená, Galerie U Prstenu (se Z. Roztočilovou)
- 1999 Markéta Šílená, Muzeum skla a bižuterie, Jablonec nad Nisou (s I. Houserovou, S. Grebeníčkovou)
- 2000 Markéta Šílená, Galerie Kotelna, Praha
- 2005 Markéta Šílená: Socha jako šperk, šperk jako socha, Galerie Langův dům, Frýdek-Místek
- 2022 Markéta Šílená, Galerie Resonance, Praha

#### Kolektivní (výběr)
- 1983 Skleněná plastika, Dům umění města Brna
- 1983 Schmuck, Glasgalerie Lucern
- 1983 Contemporary Jewellery, MOMA, Kyoto, Tokio
- 1983 Keramika, textil, sklo '83 v kultuře bydlení, Galerie Jaroslava Fragnera, Praha
- 1983 Český šperk 1963-1983, Středočeské muzeum, Roztoky
- 1983 Mezinárodní výstava bižuterie, Jablonec nad Nisou
- 1984 Československé sklo '84: Umělecká sklářská tvorba, Valdštejnská jízdárna, Praha
- 1984 Jugend Gestaltet, Mnichov
- 1984 Contemporary Jewellery, Kyoto, Tokio
- 1984 Mezinárodná výstava umeleckých remesiel v bytovom interiéri. Sklenený a keramický šperk, Bratislava
- 1985 Contemporary Czech Glass Art, Bocaratom Museum of Art, USA
- 1985 Clara Scremini Galerie, Paříž
- 1985 Galerie Nebti, Haag
- 1985 Sklo - keramika, Malinův dům, Havlíčkův Brod
- 1985 Zweiter Coburger Glaspreis für moderne Glasgestaltung in Europa, Kunstsammlungen der Veste Coburg, Coburg
- 1985 Výstava prací absolventů vysokých uměleckých škol. XIII. výtvarné léto Maloskalska, Výstavní síň Malá Skála
- 1986 Schmuck für Kopf und Haar, Schmuckmuseum Pforzheim
- 1987 Súčasná československá sklenená plastika a sklenený šperk, Galéria Miloša Alexandra Bazovského v Trenčíne
- 1987 Joeria Europea Contemporania, Barcelona
- 1987 Česká skleněná plastika, Dům umění, Brno
- 1988 New Czech Glass, Suomen Lasimuse, Rihimäki
- 1990 Kov a šperk: Oborová výstava, Galerie Václava Špály, Praha
- 1990 Sklářský ateliér VŠUP 1982-1990, Mánes, Praha
- 1991/ 1992 Prague Glass Prize 91 / Sklářská cena Praha 91, Mánes, Praha, Heller Gallery, New York
- 1991/1992 Glass Jewellery, Galerie Rob van den Doel, Den Haag, Hanau, Brémy, Mnichov
- 1992 Sztuka czeska i słowacka XX. w., Muzeum Narodowe we Wrocławiu
- 1992 Prague Glass Prize, Heller Gallery, New York
- 1992 Sklo a skleněný šperk, České Budějovice
- 1992 Šperk a drahokam, Moravská galerie v Brně
- 1992 Aura, Výstava drobnej plastiky, umeleckého šperku a odevného doplnku, Galéria mesta Bratislavy
- 1993 Kollektive Schmuckausstellung, Galerie Farel, Aigle
- 1993 Art glass center, Schalkwijk, Niz.
- 1994 Prostor pro šperk, Mánes, Praha
- 1994 Glasgalerie Hittfeld, Hamburk
- 1994 Galerie d´Art Chevalley, Montreux
- 1995 Česká tavená skleněná plastika, Muzeum skla a bižuterie v Jablonci nad Nisou
- 1995 Schmuckszene ´95, Mnichov
- 1995 New Czech Jewellry, Barbican centre, Czech centre, Londýn
- 1995 Cena Daniela Swarovského, UPM Praha
- 1995 Mezi ozdobou a funkcí II, Výstaviště Praha, Praha 7 - Bubeneč
- 1996 Současný český šperk, Muzeum skla a bižuterie v Jablonci nad Nisou
- 1996 2. internationale Glaskunst Trienale, Norimberk
- 1996 Prostor pro šperk II., VŠUP Praha
- 1996 Mezi ozdobou a funkcí I a II, Severočeské muzeum Liberec
- 1997 Galerie Groll, Naarden
- 1997 Český moderní šperk ve Stříbře, Minoritský klášter, Stříbro
- 1997 Modern Jewellry from Prague, Ludmila Baczynsky Gallery, New York
- 1997 Les Verriers, Liége
- 1997 Příběh o měsíci, Hrad Lemberk, Italské kulturní středisko Praha
- 1998 Personal Sculptures, Chapell Gallery, Boston
- 1998 Český moderní šperk ve Stříbře, České Budějovice, Nijmegen, Bukurešť, Vilnius, Muzeum skla a bižuterie v Jablonci nad Nisou
- 1999 SOFA, New York, Chicago
- 1999 Čtyři roční doby, Ars Publica, Gorlice, Vyšehrad, Praha
- 2000 Schmuckkunst im Glas, Galerie Art Temporis, Klagenfurt
- 2000 Wearing Glass, Glass Art Gallery, Londýn
- 2001 300 Years of Czech Decorative Art, Takasaki Museum of Art, Takasaki
- 2001 Stanislav Libenský a jeho škola, Národní technické muzeum, Praha
- 2002 Carbunculus, Granatus, Zrnakoč, Sedmnáct století českého granátu, Lobkovický palác na Pražském hradě, Praha
- 2005 Galerie 2005, První prezentace galerií příhraničních regionů České republiky a Polska, Výstavní síň Viléma Wünscheho, Havířov
- 2007 GlassWear, Toledo Museum of Art, Toledo ,Ohio, USA
- 2007/2008 Struktury - Český šperk, Structure - Czech Jewelry, Delegation of Prague to the EU (Pražský dům), Brusel
- 2008 GlassWear, Schmuckmuseum Pforzheim, Pforzheim
- 2009 Glas im Tschechischen Schmuck, Tschechisches Zentrum Wien (České centrum Vídeň), Vídeň, Selection, Galerie V&V, Vídeň
- 2009 Connections 2009, Contemporary European Glass Sculpture/ Současná evropská skleněná plastika, Mánes, Praha
- 2009 GlassWear, Museum of Arts and Design, New York City
- 2009 Glas als sieraad / Sklo v českém šperku, Kunstwinkel´t Walvis, Schiedam
- 2009 Glass in Czech Jewelry, Kunstwinkel´t Walvis, Schiedam, Tjeckiska centret Stockholm (České centrum Stockholm), Stockholm
- 2010 Glass in Czech Jewelry, Muzeum kinematografii v Łodzi, Lodž
- 2015 Umění Pojizeří: 55, Muzeum a Pojizerská galerie Semily
- 2022 In Corona Times, České centrum Mnichov[10]
- 2022 Sladká Francie, České centrum Paříž[11]
- 2022 Vesmír – Současné studiové sklo a šperk, Muzeum skla a bižuterie v Jablonci nad Nisou[12]

### Katalogy

#### Autorské
- Markéta Šílená: Sklo a skleněné šperky, Dílo, 1989
- Kateřina Nováková: Markéta Šílená: Šperk, aut. katalog 20 s., Praha 2000

#### Kolektivní
- Jiřina Medková, Skleněná plastika: Současná československá tvorba, Dům umění města Brna 1983
- Věra Vokáčová, Český šperk 1963-1983, Středočeské muzeum, Roztoky 1983
- Jiří Kotalík, Pavla Drdácká, Agáta Žáčková, Československé sklo '84 (Umělecká sklářská tvorba), ČFVU 1984
- Antonín Hartmann, Sklo - keramika, Galerie výtvarného umění Havlíčkův Brod 1985
- Joachim Kruse, Zweiter Coburger Glaspreis für moderne Glasgestaltung in Europa 1985, Kunstsammlungen der Veste Coburg 1985, ISBN 3-87472-057-8
- Marián Kvasnička, Danica Lovišková, Súčasná československá sklenená plastika a sklenený šperk, Galéria Miloša Alexandra Bazovského v Trenčíne 1987
- Věra Vokáčová, Kov a šperk: Oborová výstava, Unie výtvarných umělců České republiky 1990
- Sylva Petrová, Sklářský ateliér VŠUP 1982-1990, Unie výtvarných umělců 1991
- Douglas Heller, Sylva Petrová, Prague Glass Prize / Sklářská cena Praha, Sklářské sdružení, Heller Gallery, Unie výtvarných umělců 1991
- Mariusz Hermansdorfer, Sztuka czeska i słowacka XX. w., Muzeum Narodowe we Wrocławiu 1992
- Alena Křížová, Kov - šperk 1993, Dům umění města Brna 1993
- Kateřina Nora Nováková, Mezi ozdobou a funkcí II, Multi Level Trading s.r.o. 1995
- Antonín Langhamer, Česká tavená skleněná plastika, Muzeum skla a bižuterie v Jablonci nad Nisou 1995, ISBN 80-901809-4-9
- Alena Křížová, Český moderní šperk ve Stříbře / Czech Modern Jewelry in Stříbro, Asociace výtvarníků oboru kov - šperk 1997
- Jan Thimotheus Strýček a kol., 300 Years of Czech Decorative Art, Takasaki Museum of Art 2001
- Dana Stehlíková, Carbunculus Granatus Zrnakoč (Sedmnáct století českého granátu / Seventeen Centuries of the Czech Garnet), Národní muzeum Praha 2002
- Pavla Čiklová, (1.) Prezentace galerií příhraničních regionů České republiky a Polska / (1.) Prezentacja galerii regionów przygranicznych Republiki Czeskej i Polski, Galerie Magna, Ostrava 2005
- Petra Matějovičová, Struktury / Český šperk (Structure / Czech Jewelry), Galerie U prstenu, Delegation of Prague to the EU (Pražský dům) 2007
- Milan Handl a kol., Connections 2009 (Contemporary European Glass Sculpture/ Současná evropská skleněná plastika), Agency Prague Cherry, spol. s.r.o. 2009
- Veronika Schwarzinger, Jiří Šibor, Glass in Czech Jewelry (Contemporary Jewelry), Vídeň 2009
- Lenka Patková, Umění Pojizeří, Muzeum a Pojizerská galerie Semily 2015

### Články
- Daniela Krechlová, Sklářská výtvarnice a šperkařka Markéta Šílená, Bydlení 1990, s. 73-81

### Diplomové práce
- Barbora Mazáčová, Stanislav Libenský očima svých žáků na Vysoké škole uměleckoprůmyslové v Praze, Bak. práce, UHD, FF, MUNI, Brno 2008 (s. 33-35)

### Souborné publikace
- Margueritte de Cerval, Dictionaire international du bijou, Paris, Editions du Regard, 1998
- Antonín Langhammer, Legenda o českém skle / The Legend of Bohemian Glass / Legende vom böhmischen Glas, TIGRIS spol. s r. o., Prštné, Zlín 1999, ISBN 80-86062-02-3
- Sylva Petrová, České sklo, Gallery, spol. s r.o. (Jaroslav Kořán), Praha 2001, ISBN 80-86010-44-9
- Oldřich Palata, Stanislav Libenský a jeho škola / and His School / et son école, Poppi s.r.o., 2001, ISBN 80-238-7608-2
- Alena Křížová, Proměny českého šperku na konci 20. století, Academia, Praha 2002, ISBN 80-200-0920-5
- Sylva Petrová, České sklo, VŠUP Praha 2018, ISBN 978-80-87989-50-0